# 武藏山武
武藏山武（日语：／ Musashiyama Takeshi，1909年12月5日—1969年3月15日），本名橫山武，日本神奈川縣横濱市港北區出身大相撲力士。第33代横綱。

## 來歴
横山武生於1909年12月5日日本神奈川縣橘樹郡日吉村的農家，年幼時身材高大，15歳時達182cm，被稱日吉之怪童。他後被前相撲力士兩國勇治郎發掘，說服他加入出羽海部屋，於1926年1月進行初次比賽。他遠遠優於早期的對手，19歲時成為關取力士。他於1929年5月到達幕內級別，1930年5月，他到達了小結，他的快速崛起被認為是一個奇蹟，正常來說一個新力士要花費幾年時間，從最低的序之口晉級。他在1931年5月贏得了下一場比賽的唯一冠軍。
武藏山是一名瘦而英俊的力士，受到相撲迷的歡迎。他經常和玉錦三右衛門、男女之川登三，天龍三郎戰鬥。然而，兩項重大事件對他的事業產生了嚴重的影響。他在1931年10月的比賽中他的右肘受傷，但從未得到正常的治療，這減少了他的力量。在1932年1月，他從小結晉升為大關，但在同一個月，天龍和許多其他頂級力士對日本相撲協會進行罷工，要求改革組織，稱為春秋園事件，武藏山因為對罷工的勉強支持而被批評，但他從來沒有接近天龍的團隊。武藏山因此一直在考慮放棄相撲轉向拳擊，但最終決定留在相撲協會。
在1935年，當他在五月份的比賽中獲得亞軍後，他被提升為橫綱。他在前兩場比賽中獲得了很好的成績，在職業生涯中從未有過任何失敗的成績。儘管如此，他的晉升令人感到意外。不幸的是，武藏山被證明是迄今為止最不成功的橫綱之一。他因肘部受傷和胃酸過多而經常缺席比賽，並沒有贏得任何進一步的冠軍。他非常受歡迎，總是被要求在區域旅行中進行表演，很少有機會妥善恢復。在八場比賽中，他錯過了五場，從二埸中退出，只有一埸勝出，他在二十九歲的時候退休，沒有取得任何持久的成功，他長期以來被雙葉山定次的光芒掩蓋。

## 退休後
他退休後一直作為教練留在相撲界，但是他在1945年離開了相撲協會。他試過販賣農業機具，在東京經營一間餐廳，經營一家彈珠館，然後返回家鄉去做房地產業務。他於1969年去世，他的兒子也成了出羽海部屋一位力士但並沒有高出幕下級別。